# Michael Urie
Michael Lorenzo Urie, född 8 augusti 1980 i Dallas, är en amerikansk skådespelare. Han är bland annat känd för rollen som Marc i TV-serien Ugly Betty.

## Fotnoter
1. ↑  Internet Broadway Database, Internet Broadway Database person-ID: 487975, läst: 9 oktober 2017.[källa från Wikidata]
2. 1 2  läs online, lortelaward.com , läst: 3 maj 2024.[källa från Wikidata]
3. ↑  läs online, www.theatreworldawards.org .[källa från Wikidata]